# Lantmäteriet
Statens lantmäteriverk eller simpelthen Lantmäteriet er Sveriges Geodatastyrelse.
Lantmäteriet blev oprettet i 1683. Styrelsen er blevet omorganiseret flere gange, senest i 2008. I 1974 flyttede Lantmäteriet fra Stockholm til Gävle.
Lantmäteriet står for landmåling og tegning af kort. Lantmäteriet hører under Socialministeriet.

## Landmåling i Sverige-Finland
I 1683 blev det Kungliga huvudlantmäterikontor i Stockholm oprettet som det centrale landmålerkontor for Sverige-Finland.
Fra 1725 var det lenenes landmålerkontorer, der stod for den praktiske udførelse af landmålingen i Finland. En finsk overdirektør var forbindelsesled mellem lenene og hovedkontoret i Stockholm. Den sidste finske direktør fratrådte i 1809. I 1812 fik Finland sit eget hovedkontor for landmåling, først i Åbo og derefter i Helsingfors.

## Landmåling i Sverige
I 1974 blev Statens lantmäteriverk slået sammen med Rikets allmänna kartverk, der var Sveriges geodætiske institut, og det blev bestemt, at hovedkontoret skulle ligge i Gävle i Nordsverige.
I 2008 blev Lantmäteriverket og 21 landmålingsmyndigheder samlet i én myndighed, der fik det officielle navn Lantmäteriet.

## Kendte direktører, overdirektører eller generaldirektører
- 1699-1709: Gunno Dahlstierna
- 1747-1777: Jacob Faggot
- 1958-1959: Gunnar Hedlund (leder af Centerpartiet 1949-1971, indenrigsminister 1951-1957)
- 1974–1983: Sten Wickbom (første generaldirektør i Gävle, justitsminister 1983-1987)
- 1997-2003: Joakim Ollén (formand for de svenske kommuners landforening 1992-1995)

60°40′00″N 17°07′55″Ø / 60.66662°N 17.13183°Ø